# Nautilus (Barbara Nanning)
Nautilus is een artistiek kunstwerk in Amsterdam-Oost.
Barbara Nanning ontwierp voor het poortgebouw tussen de Erich Salomonstraat en het Theo Frenkelhof op IJburg een plafondreliëf. De opdracht kwam van (woningbouw)verenigingen De Alliantie en Waterstad 3. De titel is ontleend aan de Nautilus; de onderzeeboot ontsproten aan het brein van Jules Verne voor zijn Twintigduizend mijlen onder zee. Het reliëf geeft een massieve en zware indruk, terwijl het licht en buigzaam is; het is namelijk van karton omgoten door polyurethaan. Het geeft een onderwaterwereld weer in de ogen van Nanning. Het heeft een bont uiterlijk met kleuren als rood, groen, blauw en vooral veel goud.

Op een richel in de bouwconstructie is te lezen: 
Nautilus – raadselachtige vormen en formaties uit de onderwaterwereld. Barbara Nanning 2008.

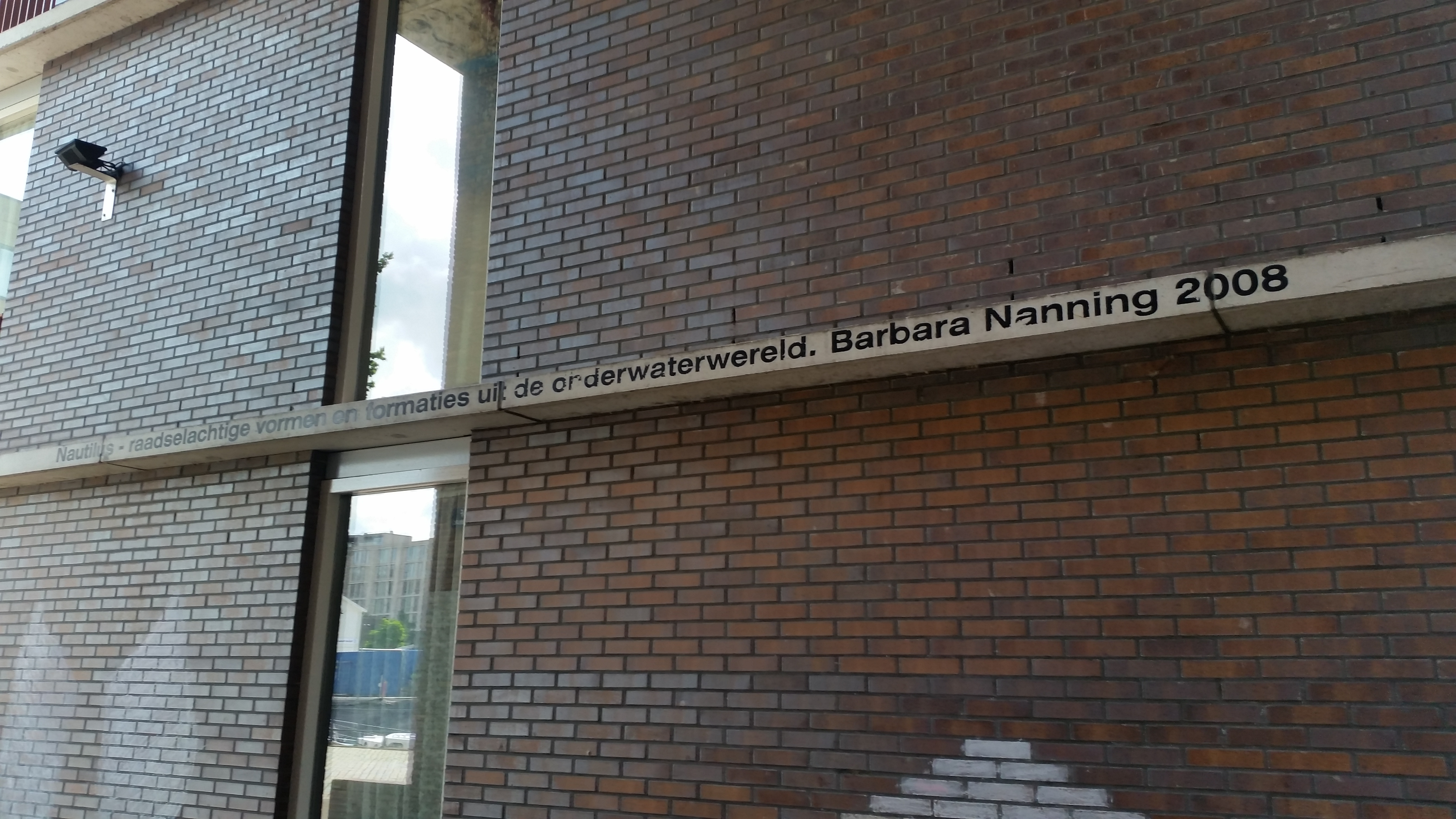
Naamplaat (juli 2020)

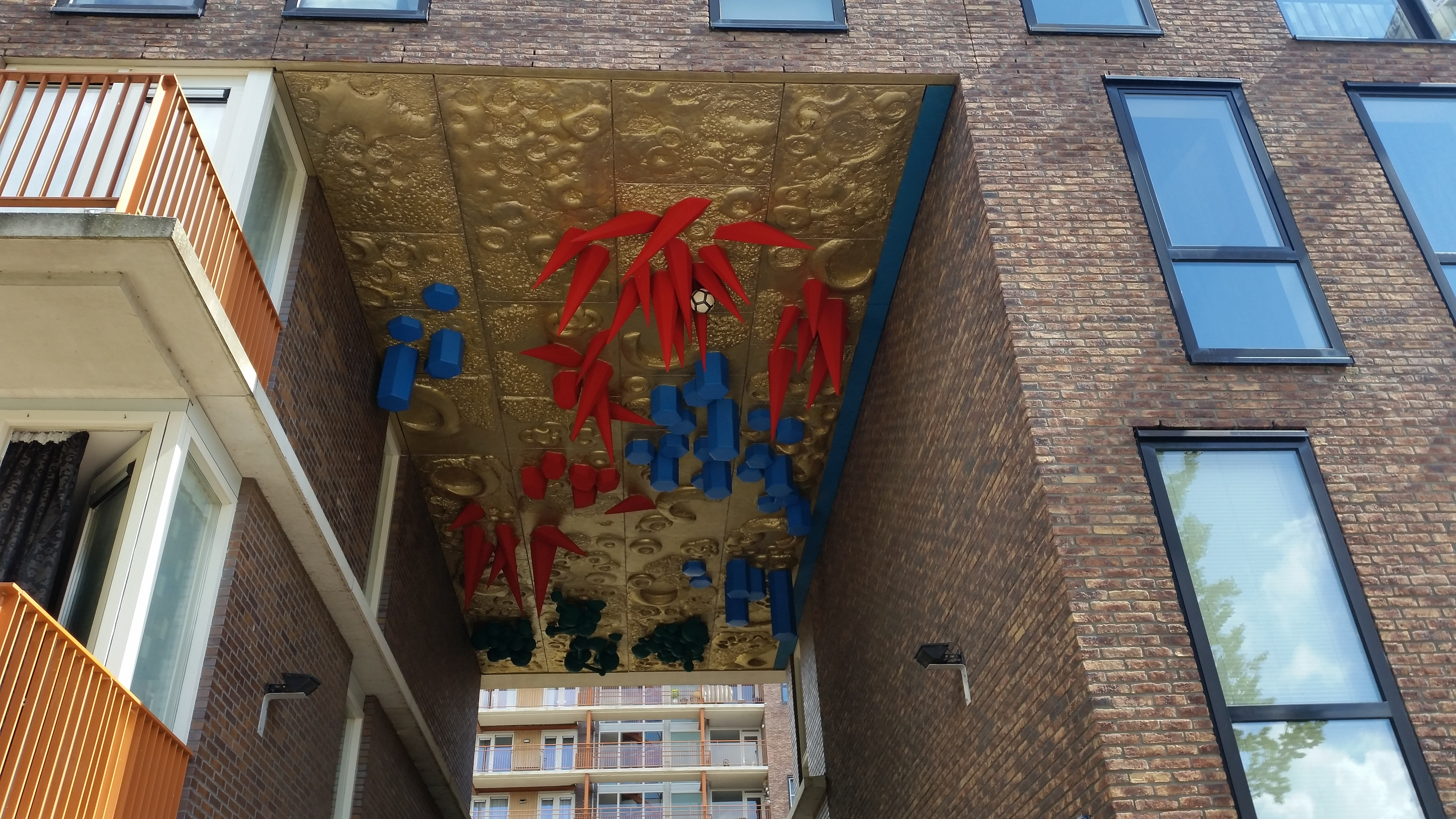
Nautilus met witte voetbal (juli 2020)